# The Feeding
The Feeding è il terzo album in studio del gruppo musicale statunitense American Head Charge, pubblicato nell'inverno del 2005 dalla DRT Entertainment.

## Tracce
1. Loyalty – 3:27
2. Pledge Allegiance – 3:23
3. Dirty – 3:27
4. Ridicule – 4:48
5. Take What I've Taken – 4:43
6. Leave Me Alone – 3:00
7. Walk Away – 3:38
8. Erratic – 3:22
9. Fiend – 4:20
10. Cowards – 2:51
11. To Be Me – 4:42

### Bonus UK
1. Downstream - 3:52

## Formazione
- Cameron Heacock - voce
- Chad Hanks - basso
- Chris Emery - batteria
- Bryan Ottoson - chitarra
- Karma Singh Cheema - chitarra
- Justin Fouler - tastiere